# Llengua kuna
El kuna (autònim dulegaya 'llengua del poble') és una llengua indígena parlat per l'ètnia kuna que viu a Panamà i Colòmbia.
L'idioma kuna pertany a la família lingüística txibtxa.

## Aspectes històrics, socials i culturals

### Distribució
Els kuna viuen en la part occidental de Panamà i dos enclavaments a Colòmbia. Més del 95% dels parlants de kuna viuen a Panamà, on des de la rebel·lió de 1925 gaudeixen de certa autonomia i la seva llengua té reconeixement oficial. Uns 1.719 viuen a Chocó (Colòmbia).

### Història
Encara que actualment la distribució demogràfica dels kuna està centrada a Panamà, històricament la seva regió originària és el nord-oest de Colòmbia. La migració de molts kuna cap a Panamà fou a causa de diversos factors, un d'ells les pressions demogràfiques i guerres amb els seus enemics tradicionals, els emberà. A la costa nord del departament colombià de Chocó, existeix el topònim Jurandó que en emberà significa precisament 'riu dels kuna', suggerint que històricament aquesta regió va ser part del territori kuna. El moviment dels kuna cap a l'oest va haver de donar-se ja durant els segles xvii i XVIII, època per la qual van atacar els assentaments colonials sobre el riu Sinú.

## Classificació
El kuna és una llengua de la família lingüística txibtxa, de la qual constitueix una branca independent segons Adolfo Constenla Umaña (1993), un dels màxims especialistes en les llengües txibtxa. A més durant el segle XX diversos autors van recopilar material entre ells Holmer (1946, 1947, 1951, 1952), Sherzer (1975, 1978) i Llerena Villalobos (1987, 2000).

## Descripció lingüística
La documentació del kuna es remunta a la fi del segle xvii, en 1681 Lionel Wafer, metge de navili anglès, va visitar als kuna de Darién i va viure amb ells algun temps, va publicar una llista de vocabulari de la llengua d'aquest grup.

### Fonologia
El kuna registra 4 fonemes vocàlics i 17 consonàntics:
Vocals
|          | Anteriors | Centrals | Posteriors |
| -------- | --------- | -------- | ---------- |
| Altes    | i         |          | u          |
| Mitjanes | e         |          | o          |
| Baixes   |           | a        |            |

Aquest inventari vocàlic és relativament simple. A més aquestes vocals formen alguns diftongs i les vocals tòniques en síl·labes obertes automàticament es realitzen com a vocals llargues. Fonèticament existeixen també algunes vocals extrallargues que fonològicament són analitzables com a seqüències de dues vocals del mateix timbre.
Consonants
El següent quadre mostra l'inventari consonàntic junt a la grafia convencional usada per a transcriure'ls (vegeu #Ortografia):
|            |            | Labial  | Dental  | Alveolar | Palatal | Velar   | Labio- velar |
| ---------- | ---------- | ------- | ------- | -------- | ------- | ------- | ------------ |
| Oclusiva   | laxes      | p <b>   | t <d>   |          |         | k <g>   | kw           |
| Oclusiva   | tenses     | p• <bb> | t• <dd> |          |         | k• <dd> | kw•          |
| nasals     | laxes      | m <m>   | n <n>   |          |         |         |              |
| nasals     | tenses     | m• <mm> | n• <nn> |          |         |         |              |
| africades  | africades  |         |         |          | č <ss>  |         |              |
| fricatives | fricatives |         | s <s>   |          |         |         |              |
| Laterals   | laxes      |         |         | l <l>    |         |         |              |
| Laterals   | tenses     |         |         | l• <ll>  |         |         |              |
| vibrant    | vibrant    |         |         | r <r>    |         |         |              |
| aproximant | aproximant |         |         |          | j <y>   |         | w <w>        |

1. Les oclusives /p/, /t/, /k/, /kw/ es converteixen en sonores [b], [d], [ɡ] quan estan entre vocals o al costat de les cononants [m], [n], [l], [r], [j], [w], així com al principi de la paraula, quan fluctuen lliurement la sorda o la sonora. Les oclusives tenses /p•/, /t•/, /k•/, /kw•/ sempre són sordes i només apareixen entre vocals.
2. L'africada /č/ és sempre sorda i actua com la contrapart tensa de /s/ (l'ortografia nativa escriu /č/ com ss, també existeix un altre so [č] procedent de /dd+s/ que s'escriu simplement com a <ds>).
3. Les alveolars [s] darrere [n], així com [l] després de [k], es converteixen en palatals [ŝ], [ʎ].
4. La vibrant /r/ és una vibrant múltiple i no tenen contrapartida tensa.
5. Alguns autors com Llerena Villalobos rebutgen que /kw/ sigui un fonema independent, encara que Holmer argumenta que l'existència del parell kue 'ser, esdevenir' i kwa (classificador nominal) és un argument a favor del valor distintiu de la labiovelar.

### Morfologia
El kuna és una llengua aglutinant que conté paraules de fins a nou morfemes, encara que la majoria de paraules consten de dues o tres morfemes. La major part de la complexitat morfològica es dona en el verb, que conté sufixos de temps, aspecte, nombre, polaritat negativa, posició (assegut, en peus, etc.) i diversos adverbials. El verb no es marca segons persona gramatical.
Existeixen diversos prefixos que marquen un canvi de valència en el verb. Per exemple i- funciona com un transitivitzador d'estatius, mentre que o- marca el causatiu:
(1) kwane 'caure (una fruita)' / e-kwane 'deixar caure (una fruita)'
(2) a-tinne 'estar lligat' / e-tinne 'lligar (quelcom, algú)'
(3) purkwe 'morir' / o-purkwe 'matar'
La morfologia verbal expressa mitjançant sufixos altres categories flexives com veu passiva, temps, nombre i direccionalitat. A més dels sufixos direccionals existeix un conjunt d'arrels verbals que es refereixen a la direcció. Aquestes arrels direccionals poden afixar-se o ser usades com a verbs principals. Fins i tot quan estan sufixats, freqüentment poden combinar-se amb altres sufixos direccionals:
(4) se-tani-kki
portar-venir-DIREC
'va venir a portar-[me]-ho'
(5) pakke-nae-te
comprar-anar-DIREC
'vaig anar a comprar-[se]-ho, va anar-hi a comprar-ho'

## Ortografia
En 2010 el Congrés Nacional Kuna decidí una reforma ortogràfica d'acord amb la qual les consonants tenses s'escriuen com dígrafs (dos lletres repetides). Igualment els fonemes /p, t, k/ que poden sonar com [p, t, p] o [b, d, g] es representen com <b, d, g> a totes les posicions. Igualment l'antiga grafia <ch> passa a ser <ss> o <ds> segons la seva procedència morfològica (narassole [naraʧole] < naras + sole, godsa [koʧa] 'va cridar' < godde 'cridar' + -sa (passat). Així doncs aquesta reforma ortogràfica usa només 15 signes <b, d, g, l, m, n, r, s, w, y; a, e, i, o, u> per a transcriure tots els sons de la llengua, i a més existeixen els dígrafs <bb, dd, gg, ll, mm, nn> per a les consonants tenses.